# Gian Battista Frizzoni
Gian Battista Frizzoni (* 27. August 1727 in Celerina; † 29. November 1800 ebenda) war ein Schweizer reformierter Pfarrer und Kirchenlieddichter.

## Leben
Gian Battista Frizzoni wurde im Jahr 1727 im Oberengadiner Dorf Celerina/Schlarigna als Sohn des Pfarrers Giovanni Battista und der Maria Zuan geboren. Am 27. August 1727 wurde Frizzoni getauft, 1734 verstarb sein Vater. Gemeinsam mit seinem Vetter ging Frizzoni im Jahr 1744 nach Fideris, um Deutsch zu erlernen. Ab 1746 studierte er an der Akademie in Genf Theologie; ab dem nächsten Jahr studierte er an der Universität Zürich.
Schon im Juni desselben Jahres brach er das Studium ab und bewarb sich in Valendas um die Aufnahme in die evangelisch-rätische Synode. Die Aufnahmeprüfung bestand er, so dass er das Recht erhielt, in Bünden als Pfarrer tätig zu sein. Als Nächstes war er in Soglio GR Hauslehrer der Familie um Rudolf von Salis.
1748 wurde Frizzoni Pfarrer der Gemeinde Bondo GR. Am 9. Dezember 1757 verstarb seine Mutter, was Frizzoni in eine schwere Krise stürzte. David Cranz  besuchte ihn und half ihm bei der Erbauung der Gemeinde. Nach einem Aufruhr am 2. April 1758 reiste Cranz wenige Tage später ab. Die Gemeinde erkannte die Erbauung durch Frizzoni und Cranz nicht an. Frizzoni reiste ins Engadin, wo er seine kranke Schwester Anna abholte.
Währenddessen wurde vom Kirchenvorstand Bondos entschieden, Frizzoni als Pfarrer abzusetzen, als Grund wurde ihm Papismus vorgeworfen. Einige wiederum unterstützten ihn, weshalb ein Streit in der Gemeinde entstand. Kirchliche Behörden und die Evangelische Tagung des Bundestages der Drei Bünde beschäftigten sich mit dem Fall.
Am 5. Juli 1758 hielt er eine Abschiedspredigt und entschied sich, in seinen Heimatort Celerina zurückzukehren, wo sein Onkel Pfarrer war. Als dieser erkrankte, vertrat ihn sein Neffe. Nach dem Tod des Onkels am 28. Dezember, wurde Frizzoni schon am nächsten Tag zum Pfarrer der Gemeinde berufen.
Dennoch gab es wieder Streitereien mit der Gemeinde Bondo, allerdings wurde er auch von Celerina unterstützt. Nach zehn ruhigen Jahre heiratete er 1763 Barbla Danz aus Zuoz. Im Herbst 1767 hatte Frizzoni einen Mann aus Herrnhut ins Bergell begleitet, weshalb er vor dem Magistrato di Bregallia angeklagt sowie verurteilt wurde.
Einer seiner Gegner im Herrnhuterstreit, Jakob Pernisch, wollte noch weitergehen, wurde jedoch durch Celerina daran gehindert. Trotzdem gelang es Pernisch, die Gemeinde im Namen des Kolloquiums vor dem Oberengadiner Kreisgericht zu verklagen. Die verhängte Busse wurde durch Frizzoni bezahlt. Auch in den nächsten Jahren seines Lebens endeten die Konfrontationen nicht. Am 29. Mai 1800 verstarb Gian Battista Frizzoni im Alter von 73 Jahren in seinem Heimatdorf.
Neben mehreren Liedern gab er Kirchengesangbücher heraus.

## Werke
- Canzuns spirituaelas davart Cristo Gesu, il bun pastur, e deliziusa paschura per sias nuorsas (Celerina 1765), bekannt auch als 'Cudesch da Schlarigna' oder 'Il Fritschun'
- Alchunas domandas davart chiossas fondamentaelas in adoever da chi bramma d’esser instruieu nella salüdaivla dottrina de Gesu Cristo (Celerina 1765)
- Compendio di testimoni tratti dalla Scrittura Santa, e da’santi padri e riformatori del vangelica nostra chiesa intorno all'eccellenze, e valore delle salutari passioni, divino sangue e sante piaghe di Gesu Cristo nostro Signore (Chur 1776)
- Sfogo da dolur sopra l’inaspettata mord da sia indementicabla mugleir Barbla Frizzoni, nata Dantz, ed attestat da congiughael amur vers le medesima: rapresentô da sieu afflit e contristô marit (Chur 1783)
- Cantici spirituali che contengono testimonianza dalla redenzione fatta da Gesu Cristo (Vicosoprano 1789)
- Testimoniaunza (1789)